# اختبار داربن واتسون
اختبار داربن واتسون (بالإنجليزية: Durbin-Watson test)‏، في الإحصاء الاستدلالي ونماذج الانحدار وتحليل المتسلسلات الزمنية، هو اختبار إحصائي معلمي للتحقق من وجود ارتباط ذاتي من الدرجة الأولى بين أخطاء نموذج الانحدار.
هذا الاختبار تم اقتراحه والتنظير له من طرف الإحصائيين البريطاني جيمس داربن والأسترالي جفري واتسون في 1950.

## أهمية الاختبار
يعتبر عدم وجود ارتباط ذاتي بين الأخطاء الإحصائية من الفرضيات التصادفية الضرورية للتصديق على نجاعة النمذجة. حالة الارتباط الذاتي بين الأخطاء الإحصائية قد تعني وجود معلومات «كامنة» داخل هذه الأخطاء وهو ما يلزم الباحث بإعادة وضع النموذج عبر تطبيق التحويلات اللازمة على المتغيرات وإعادة النظر في جدوى المقاربة الخطية للنمذجة.
بالمقابل، في حالة المتسلسلات الزمنية، لا يكتسي الارتباط الذاتي بين الأخطاء طابعا سلبيا بالضرورة فقد يكون ذا وظيفة اقتراحية: في حالة نماذج الانحدار الذاتي مثلا.

## إحصائية الاختبار
باعتبار {\displaystyle \varepsilon _{t}} الأخطاء الإحصائية الناتجة عن نمذجة انحدار خطي، ينبني اختبار داربن واتسون على التأكد من وجود ارتباط ذاتي من الدرجة الأولى بين الأخطاء المقدرة عبر طريقة المربعات الدنيا {\displaystyle {\widehat {\varepsilon _{t}}}} وهو ما يكافئ اختبار المغزى الإحصائي للمعامل {\displaystyle \rho } في الصيغة التالية:
{\displaystyle {\widehat {\varepsilon }}_{t}=\rho {\widehat {\varepsilon }}_{t-1}+u_{t}} مع اعتبار {\displaystyle u_{t}} ضجيجا أبيضا أي موزعة وفق {\displaystyle {\mathcal {N}}(0,1)}.

### الفرضية المنعدمة
الفرضية المنعدمة للاختبار هي عدم وجود ارتباط ذاتي من الدرجة الأولى بين الأخطاء الإحصائية، أي أن {\displaystyle \rho } منعدم، وهو ما يعبر عنه به: {\displaystyle H_{0}:\rho =0}

### إحصائية داربن واتسون
إحصائية داربن واتسون {\displaystyle DW} تساوي: {\displaystyle DW={\frac {\textstyle \sum _{t=2}^{n}({\widehat {\varepsilon }}_{t}-{\widehat {\varepsilon }}_{t-1})^{2}\displaystyle }{\textstyle \sum _{t=2}^{n}{\widehat {\varepsilon }}_{t}^{2}\displaystyle }}}
هذه الإحصائية تكون قيمتها المقدرة بالضرورة بين 0 و4. إذا كانت قيمة {\displaystyle DW} تساوي أو قريبة من 2، يتم قبول الفرضية المنعدمة والإقرار بعدم وجود ارتباط ذاتي من الدرجة الأولى بين الأخطاء الإحصائية.